# Channa baramensis
Channa baramensis és una espècie de peix de la família dels cànnids i de l'ordre dels perciformes.

## Descripció
- Fa 22 cm de llargària màxima.
- Absència d'escates a la regió gular. 8-9 escates predorsals.
- 38-40 radis a l'aleta dorsal i 23-26 a l'anal.
- Línia lateral amb 51-52 escates.
- És l'espècie més propera a Channa melasoma, tot i que aquesta es diferencia de l'adult de C. baramensis (120 mm o més de llargada) per tindre un perfil lateral cefàlic més agut. A més, C. melasoma (juntament amb Channa cyanospilos) presenta el pigment negre (melanina) distribuït uniformement sobre cada escata, mentre que en C. baramensis la melanina es concentra a la part central de la majoria de les escates dels adults i en la majoria dels espècimens més petits de la mida estàndard adulta de 120 mm de longitud. Finalment, C. baramensis té un patró definit a l'aleta caudal, el qual és absent en els exemplars de C. melasoma i C. cyanospilos de longituds similars (aquest tret, però, no es pot emprar per a identificar espècimens de menys de 120 mm).[8][9][10][11]

## Reproducció
No n'hi ha informació gaire fiable, però els seus hàbits reproductors es poden deduir dels del seu parent més proper, Channa melasoma, el qual és un constructor de nius i amb, probablement, només un dels progenitors custodiant els ous i les larves.

## Alimentació
A l'igual de Channa melasoma, és, probablement, un depredador nocturn que es nodreix d'altres peixos, rèptils petits, crancs, insectes i larves d'insectes.

## Hàbitat i distribució geogràfica
És un peix d'aigua dolça, bentopelàgic i de clima tropical (entre 3 i 6° N), el qual viu a Àsia: els pantans i corrents entre petits i mitjans d'aigües clares o tèrboles de l'illa de Borneo (Sarawak, Brunei i Sabah).

## Vida en captivitat
Li cal un aquari relativament gran, amb vegetació aquàtica, àrees obertes on pugui nedar, amagatalls i lliure accés a la superfície perquè, altrament, es podria asfixiar.

## Observacions
És inofensiu per als humans, és pescat a nivell local i la seua introducció o importació als Estats Units és prohibida.